# Poveda de la Sierra
Poveda de la Sierra bezeichnet einen Ort und eine Gemeinde (municipio) mit 105 Einwohnern (Stand: 2024) im Nordosten der Provinz Guadalajara in der Autonomen Gemeinschaft Kastilien-La Mancha in Zentralspanien.

## Lage
Poveda de la Sierra liegt im Iberischen Gebirge im Osten der Provinz Guadalajara in einer Höhe von 1200 m. Die Entfernung zur westlich gelegenen Provinzhauptstadt Guadalajara beträgt ca. 95 Kilometer (Fahrtstrecke).

## Bevölkerungsentwicklung
| Jahr      | 1960 | 1970 | 1981 | 1991 | 2001 | 2011 | 2021 |
| Einwohner | 468  | 268  | 164  | 190  | 193  | 146  | 116  |

## Sehenswürdigkeiten

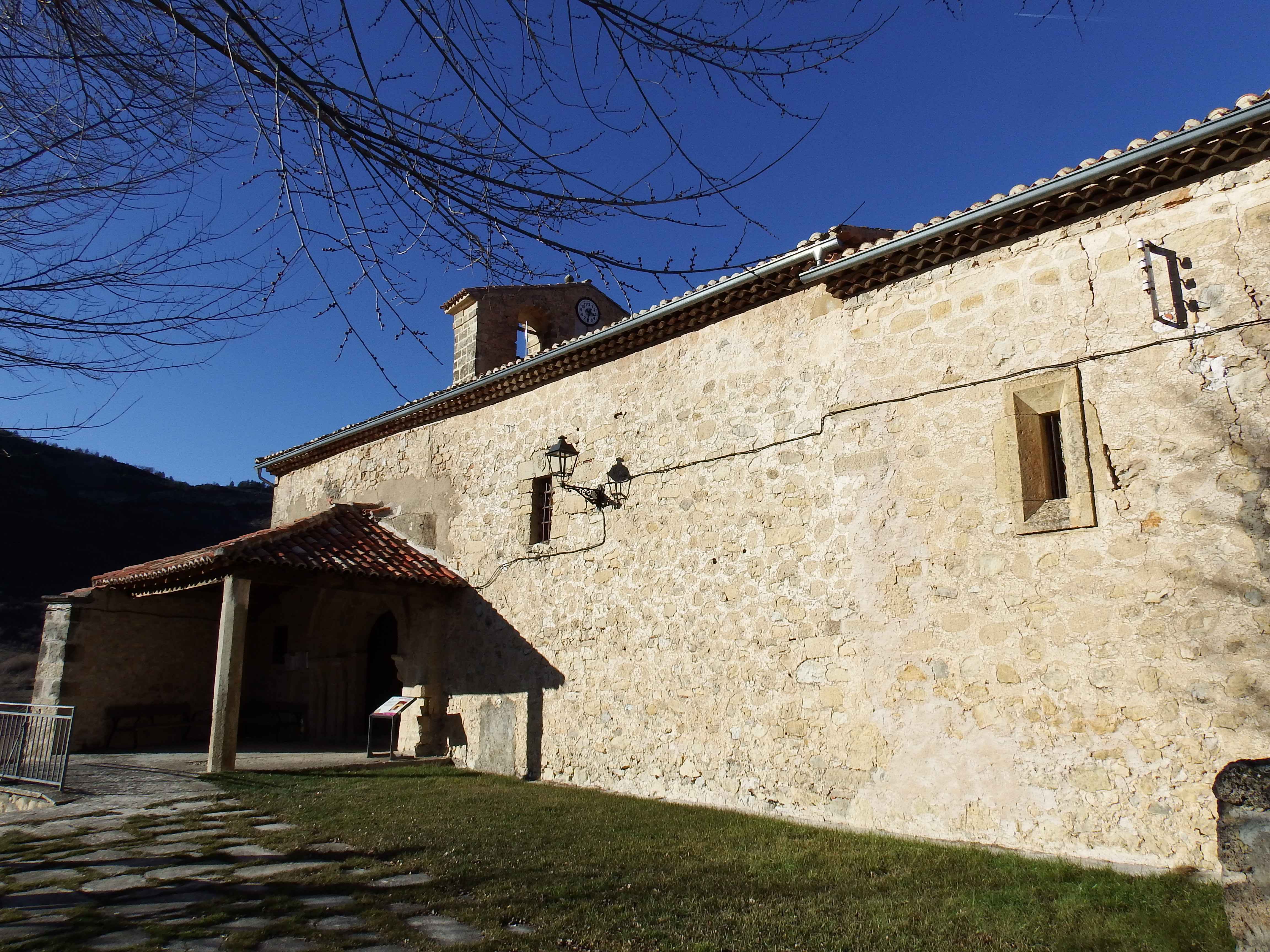
Peterskirche
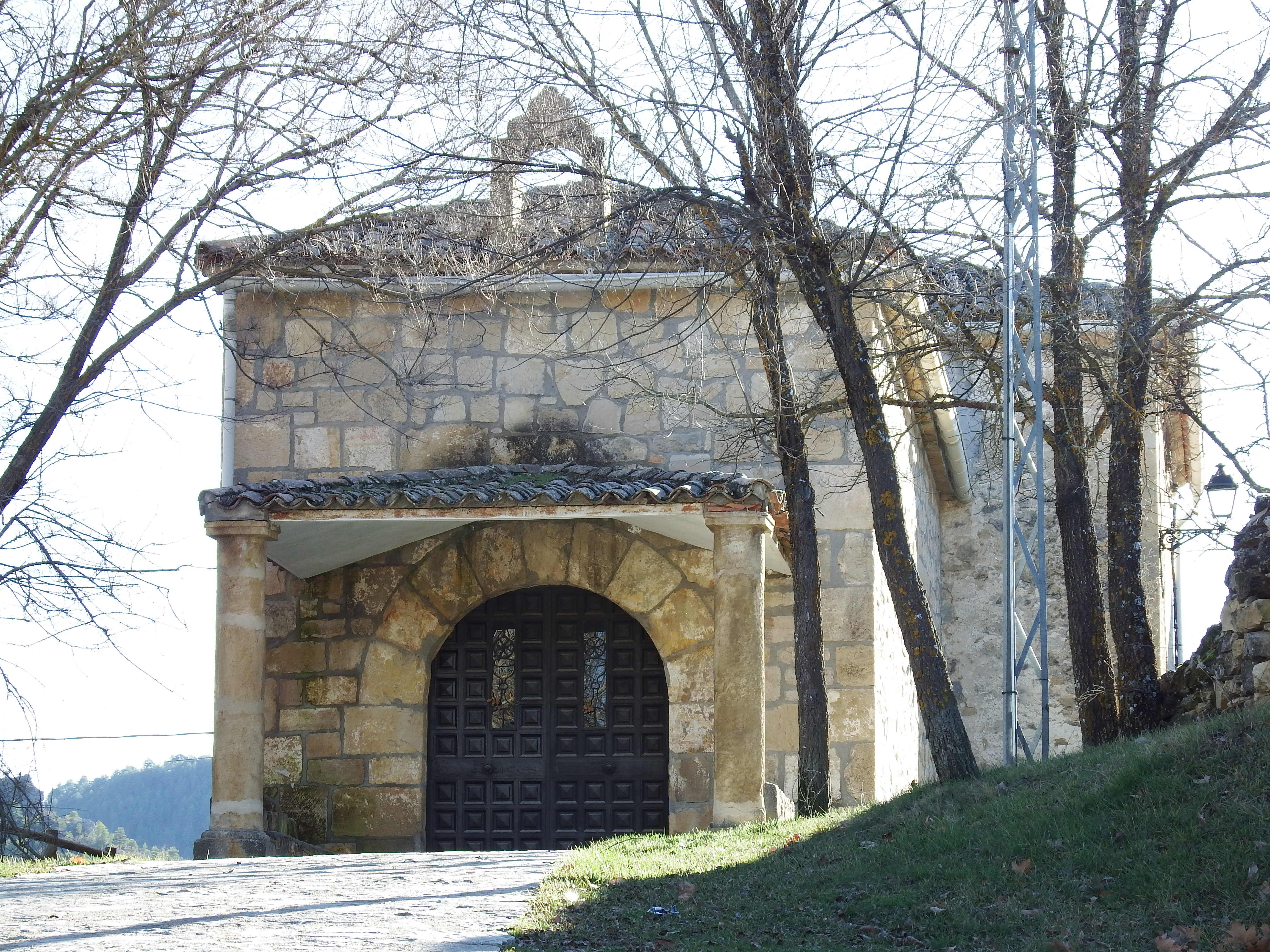
Marienkapelle
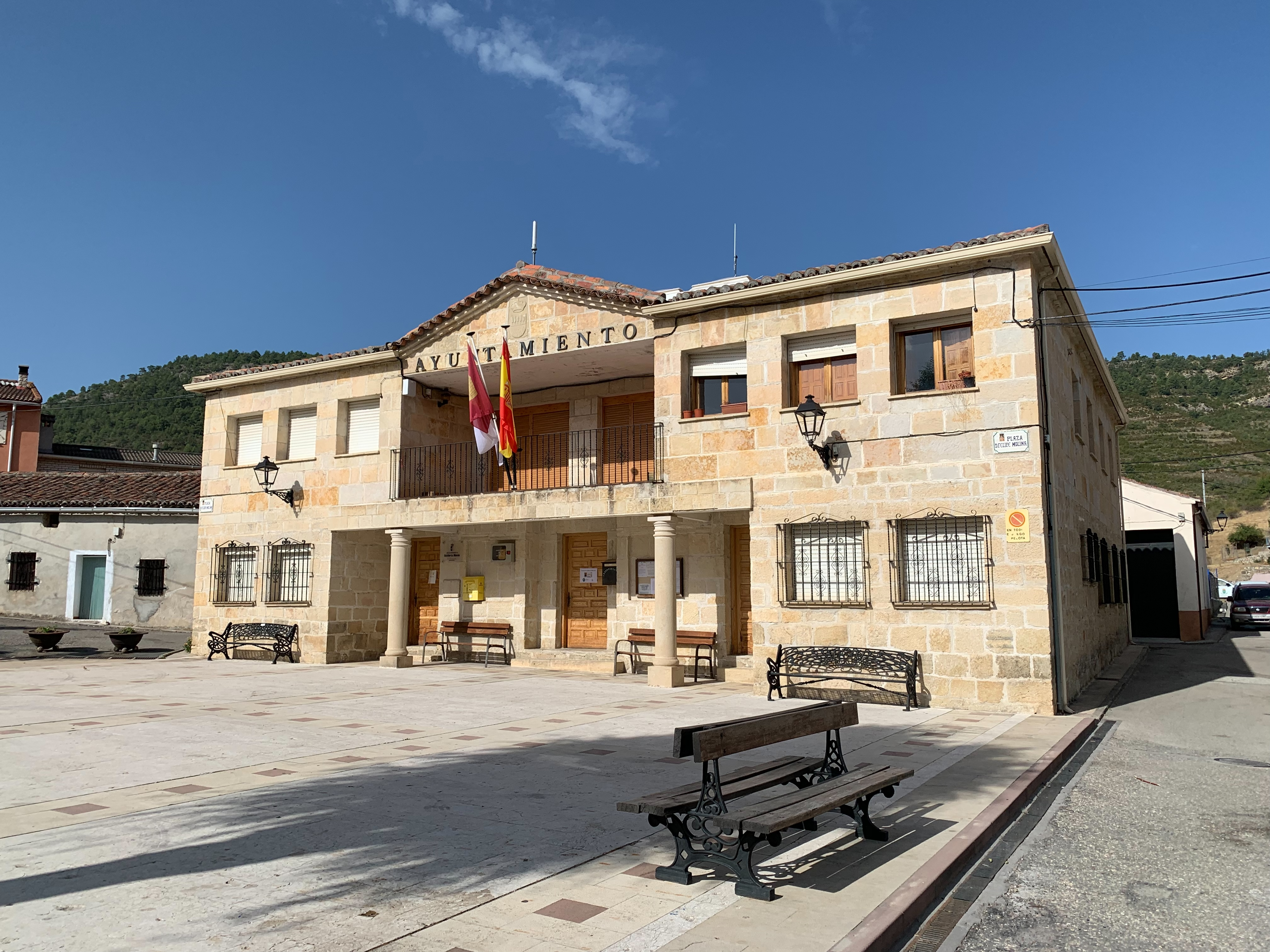
Rathaus

- Peterskirche
- Marienkapelle
- Rathaus